# Налгекан
Налгекан — железнодорожная станция в Чернышевском районе Забайкальского края России в составе сельского поселения «Мильгидунское».

## География
Находится на реке Куэнга в западной части района, примерно в 26 км к север-северо-западу от поселка Чернышевск, на ветке Чернышевск — Букачача Забайкальской железной дороги.

## Климат
Климат резко континентальный. Ср. температура в июле +16 +20 °С (максимальная +37 °С), в янв. −26 −30 °С (абс. минимум −57 °С). Осадков выпадает 300—350 мм/год. Вегетационный период продолжается от 130 до 150 дней.
Часовой пояс
Станция Налгекан находится в часовой зоне МСК+6. Смещение применяемого времени относительно UTC составляет +9:00.

## История
Станция построена в 1932 году.

## Население
| 2002 | 2010 | 2021 |
| ---- | ---- | ---- |
| 64   | ↘29  | ↗32  |